# Siegfried Marcus
Siegfried Samuel Marcus (18 de septiembre de 1831 - 1 de julio de 1898) fue un inventor alemán y pionero del automóvil, nacido en Malchin, en el Gran Ducado de Mecklemburgo-Schwerin de ascendencia judía. Hizo varios vehículos gasolina, el primero en 1864, mientras vivía en Viena, Austria.

## Vida

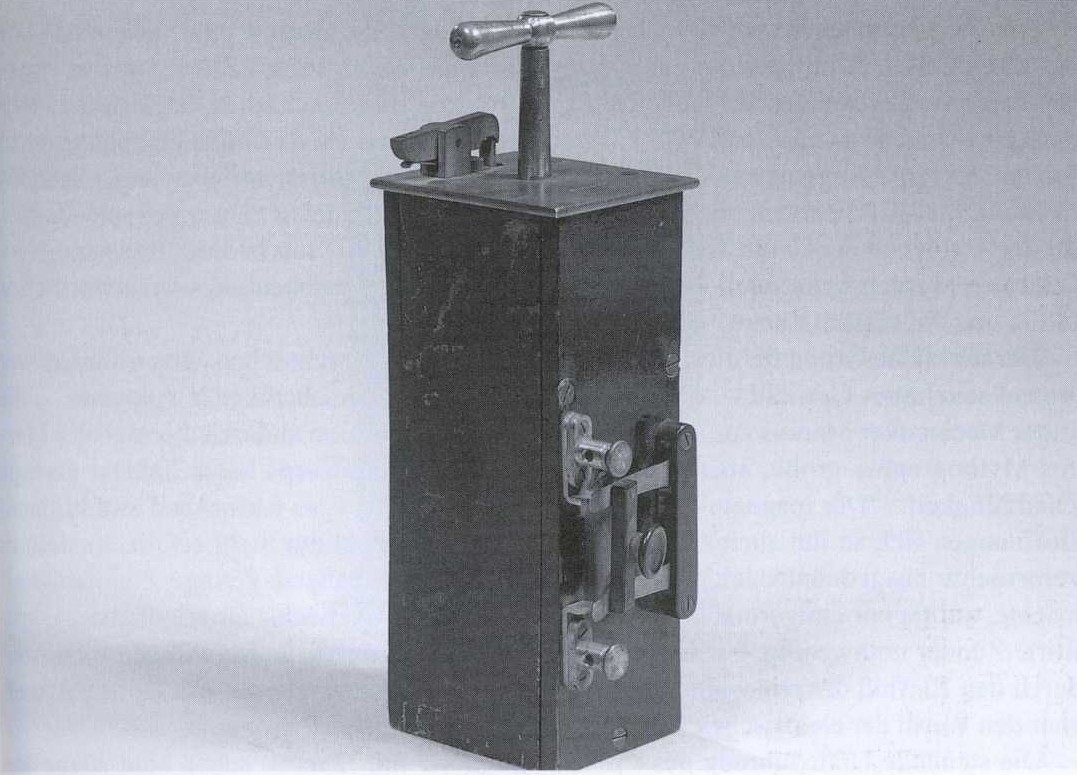

Marcus nació en Malchin, en una familia judía. Hoy Malchin es parte de Alemania. Comenzó a trabajar a los 12 años como aprendiz de mecánico. A los 17 años se unió a Siemens y Halske, una empresa de ingeniería que construyó las líneas de telégrafo. Se trasladó a Viena, la capital del Imperio de Austria, en 1852, trabajando primero como técnico en el Instituto de Física de la Facultad de Medicina, luego trabajó como asistente del profesor Carl Ludwig, un fisiólogo. En 1860 Marcus abrió su propio taller con equipamiento mecánico y eléctrico. El primero se encuentra en Mariahilferstrasse 107 y el segundo en Mondscheingasse 4.
Sus principales mejoras incluyen dispositivos del sistema de relé de telégrafo y de ignición, tales como el "Wiener Zünder", un dispositivo de detonación.
Marcus fue enterrado en el cementerio protestante de Hütteldorf, Viena. Más tarde, sus restos fueron trasladados a un "tumba honoraria" del Cementerio Central de Viena.